# Покровка (Абдулинский район)
Покровка — село в Оренбургской области Абдулинского района. Административный центр МО СП «Покровский сельсовет» Абдулинского района Оренбургской области.

## География
Село находится в 330 километрах от областного центра и в 30 км от города  Абдулино.

## История
Покровка основана в 20-30 годах XIX века переселенцами из Тамбовской и Воронежской губерний.  По данным «Списков населенных мест… в 1859 году в с. Покровка было 232 двора, 2254 жителя.К 1886 году число крестьянских дворов достигло 467, а число жителей насчитывалось 3481 человек.
Количество надельной земли составляло: удобной -8339 десятин, неудобной – 756 десятин
К 1910 году в Покровке насчитывалось 551 крестьянская семья и проживало в них 3724 человека.
В Покровке открывается церковь, при ней церковно-приходская школа. Были построены одна механическая и две ветряные мельницы, действовал воскресный базар.
К 1928 году создается сельскохозяйственная артель «Смычка». Возглавил новое хозяйство двадцатипятитысячник Соловьев, работавший слесарем в Абдулинском депо.
В мае 1930 года решением Бугурусланского окружного колхозсоюза было принято решение об открытии в Покровке глубинного пункта по засыпке зерна и в 1931 году построены два склада на 5000 и 2000 пудо.
1 января 1931 года решением Средне-Волжского Крайисполкома и трактороцента для обслуживания северной зоны была организована МТС им. Молотова с центром в с. Покровка. Недалеко от села началось строительство машинотракторной станции из камня, добытого на окраине села. Для строительных работ разбирались каменные амбары раскулаченных кулаков из Покровки, Гореловки, Малого Сурмета. Были построены мастерские, склады, контора, конюшня, гаражи. Рядом с МТС появился жилой поселок. В Покровке были организованы курсы трактористов. На этих к 1956 году было подготовлено более 2000 трактористов.
В МТС им. Молотова организовано 20 тракторных бригад, в годы войны были организованы женские тракторные бригады.
В 1958 году МТС была реорганизована в РТС. РТС в Сельхозтехнику.
В 1954 году Покровка полностью электрифицирована.
По переписи населения 1989 года в Покровке (с Артамоновкой) находятся 549 домовладений и проживает 1392 человека.
По состоянию на 01.01.2005 года в Покровке проживает 887 человека, в Артамоновке – 105.

## Известные люди
- Павлов, Павел Прокопьевич (1923, Покровка Абдулинского района Оренбургской области — 1963, там же) — Герой Советского Союза (1944).